# 邊彥駱
边彦骆（1486年—1536年），字國龍，别號東峯，河南開封府杞縣人，明朝政治人物。

## 生平
治《詩經》，行九，正德八年（1513年）河南鄉試第十七名舉人，年三十八歲中式嘉靖二年（1523年）癸未科會試第七十八名，第三甲第二百四十五名進士。户部观政，領宣府军饷，监收太仓。嘉靖四年（1525年）授行人司行人，奉命谕祭封丘僖顺王，并护理葬事。回京後，升司副，遷司正，超升工部营缮司郎中，奉命採集大木。年五十一卒。

## 著作
著有《陰陽圖説》、《元會運世解》等書行世。

## 家族
曾祖边和。祖父边通，封监察御史。父边宥，義官。嫡母王氏；生母王氏。慈侍下。兄彦威，典史；彦骐；彦驄，监生；彦駿；彦驥，典膳；彦驤，聽选官；彦骝；弟彦騋，典膳；彦骊。
子雲鷟、雲翬、雲翼，孫師契、師夔。